# Нижние Лузы
Нижние Лузы — село в Заинском районе Татарстана. Входит в состав Бегишевского сельского поселения.

## География
Находится в восточной части Татарстана на расстоянии приблизительно 12 км на север по прямой от районного центра города Заинск у речки Лузинка.

## История
Известно с 1680 года. В 1870 году уже были мечеть и медресе.
В «Списке населенных мест по сведениям 1870 года», изданном в 1877 году, населённый пункт упомянут как деревня Нижние Лузи (Нижние Лучи) 3-го стана Мензелинского уезда Уфимской губернии. Располагалась при речке Лузинке, по правую сторону коммерческого тракта из Бирска в Мамадыш, в 72 верстах от уездного города Мензелинска и в 15 верстах от становой квартиры в селе Заинск (Пригород). В деревне, в 56 дворах жили 414 человек (татары, 208 мужчин и 206 женщин), были мечеть, училище, водяная мельница. Помимо традиционных земледелия и скотоводства, жители занимались пчеловодством.

## Население
Постоянных жителей было: в 1859—381, в 1870—414, в 1897—690, в 1913—953, в 1920—827, в 1926—534, в 1938—495, в 1949—476, в 1958—464, в 1970—372, в 1979—309, в 1989—188, в 2002—185 (татары 99 %), 182 в 2010.